# Robert Sozzi
Robert Sozzi (Bastia, 1965 - 1993) fou un militant nacionalista cors. Treballava com a empleat de l'empresa Bastia Securita, encarregada del transport de cabals amb guàrdies de seguretat. Alhora, era membre d'A Cuncolta Naziunalista i del FLNC-Canal Històric. Fou assassinat per elements del mateix FLNC-Canal Històric, qui va invocar-hi defensa preventiva legítima. La implicació de Marcel Lorenzoni i d'altres dirigents provocà un trencament en el nacionalisme cors i l'inici d'ajustaments de comptes dins les diferents fraccions del FLNC.